# Фінал Кубка Футбольної ліги 1993
Фінал Кубка Футбольної ліги 1993 — фінальний матч розіграшу Кубка Футбольної ліги 1992—1993, 33-го розіграшу Кубка Футбольної ліги. У матчі, що відбувся 18 квітня 1993 року на стадіоні «Вемблі», зіграли «Арсенал» та «Шеффілд Венсдей».

## Шлях до фіналу
| Арсенал          | Арсенал                                    | Раунд                           | Шеффілд Венсдей      | Шеффілд Венсдей                         |
| ---------------- | ------------------------------------------ | ------------------------------- | -------------------- | --------------------------------------- |
| Суперник         | Результат                                  | Кубок Футбольної ліги 1992—1993 | Суперник             | Результат                               |
| Міллволл         | 1–1 вдома, 1–1 дч пен. 3–1 на виїзді       | Другий раунд                    | Гартлпул Юнайтед     | 3–0 вдома, 2–2 на виїзді                |
| Дербі Каунті     | 1–1 на виїзді, 2–1 дч вдома (перегравання) | 1/16 фіналу                     | Лестер Сіті          | 7–1 вдома                               |
| Скарборо         | 1–0 на виїзді                              | 1/8 фіналу                      | Квінз Парк Рейнджерс | 4–0 вдома                               |
| Ноттінгем Форест | 2–0 вдома                                  | 1/4 фіналу                      | Іпсвіч Таун          | 1–1 на виїзді, 1–0 вдома (перегравання) |
| Крістал Пелес    | 3–1 на виїзді, 2–0 вдома                   | 1/2 фіналу                      | Блекберн Роверз      | 4–2 на виїзді, 2–1 вдома                |

## Матч

### Деталі
| 18 квітня 1993 19:00 (EEST) |

| Арсенал               | 2:1      | Шеффілд Венсдей |
| --------------------- | -------- | --------------- |
| Мерсон 20' Морроу 68' | Протокол | Гаркс 8'        |

| Вемблі, Лондон Глядачів: 74 007 Арбітр: Аллан Ганн |

| Арсенал | Шеффілд Венсдей |

|                  |    |                    |  |
|                  |    |                    |  |
| В                | 1  | Девід Сімен        |  |
| З                | 3  | Найджел Вінтерберн |  |
| З                | 6  | Тоні Адамс (к)     |  |
| З                | 22 | Девід О'Лірі       |  |
| З                | 5  | Енді Лініган       |  |
| ПЗ               | 11 | Рей Парлор         |  |
| ПЗ               | 15 | Стів Морроу        |  |
| ПЗ               | 14 | Пол Девіс          |  |
| ПЗ               | 10 | Пол Мерсон         |  |
| Н                | 8  | Іан Райт           |  |
| Н                | 7  | Кевін Кемпбелл     |  |
| Запасні:         |    |                    |  |
| ПЗ               | 4  | Ян Селлі           |  |
| Н                | 9  | Алан Сміт          |  |
| Головний тренер: |    |                    |  |
| Джордж Грем      |    |                    |  |

|                  |    |                  |    |     |
|                  |    |                  |    |     |
| В                | 1  | Кріс Вудз        |    |     |
| З                | 2  | Роланд Нільссон  |    |     |
| З                | 4  | Карлтон Палмер   | ЖК |     |
| З                | 6  | Вів Андерсон (к) |    |     |
| З                | 3  | Філ Кінг         |    | 83' |
| ПЗ               | 7  | Денні Вілсон     |    | 74' |
| ПЗ               | 8  | Кріс Водл        |    |     |
| ПЗ               | 15 | Джон Гаркс       |    |     |
| ПЗ               | 11 | Джон Шерідан     |    | 68' |
| Н                | 9  | Пол Варгерст     |    |     |
| Н                | 10 | Марк Брайт       | ЖК |     |
| Запасні:         |    |                  |    |     |
| ПЗ               | 17 | Грем Хайд        |    | 83' |
| Н                | 5  | Девід Гірст      |    | 74' |
| Головний тренер: |    |                  |    |     |
| Тревор Френсіс   |    |                  |    |     |